# Macropis micheneri
Macropis micheneri är en biart som beskrevs av Wu 1992. Macropis micheneri ingår i släktet lysingbin, och familjen sommarbin. Inga underarter finns listade i Catalogue of Life.